# Llamada y respuesta (música)

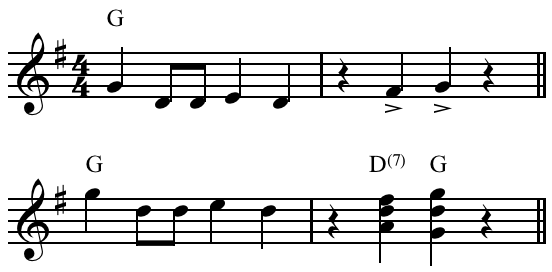
Notas música

En música, la llamada y respuesta es una sucesión de dos frases musicales distintas, interpretadas generalmente por músicos diferentes, siendo la segunda frase un comentario directo, o respuesta, a la primera frase. Este patrón musical, presente en un gran número de tradiciones, pertenece al patrón global de 'llamada y respuesta' asociado a la comunicación humana.

## Historia
En las culturas del África Occidental, la llamada y respuesta corresponde a un patrón de participación democrática, siendo utilizado en reuniones públicas, rituales religiosos y en expresiones musicales vocales e instrumentales. Este patrón musical fue llevado a Occidente por esclavos africanos y se trasmitió a través de los siglos en diferentes expresiones culturales, llegando a formar parte de eventos deportivos, canciones infantiles, celebraciones religiosas y, sobre todo, de la música afroamericana en su miríada de estilos y formas derivadas, como gospel, blues, rhythm & blues y jazz. 
Por otra parte, los patrones de llamada y respuesta entre dos músicos son comunes en la música clásica india, particularmente en el estilo jugalbandi. Igualmente, la llamada y respuesta es ampliamente utilizada en aquellos lugares del continente americano tocado por el tráfico de esclavos. Así, se utiliza ampliamente en la música cubana, tanto en la secular rumba como en ceremonias religiosas de influencia o ascendencia africana (Santería).
En la cultura popular europea quedan restos e influencias de esa cultura de llamada y respuesta en el folclore popular de influencias africanas y romanas como en el trovo del sureste español. También por ser un modo de comunicación propio de trabajadores que comparten duras tareas, en tradiciones de otros ritmos de trabajo de todo el mundo.

## Presencia en estilos musicales

### Música popular
La llamada y respuesta es común en las tradiciones corales de música folclórica, especialmente en la cultura musical europea y africana. En Occidente, es fácilmente observable en los villancicos españoles, la copla andaluza, el rondeau francés, las canciones de trabajo de marineros, en canciones de trabajo de los esclavos negros en Estados Unidos y en canciones de baile de países europeos como Francia (especialmente en Bretaña) y en las Islas Feroe. La tradición del responso escocés forma parte de este tipo de estructura musical.

### Música clásica
En la música clásica europea, este patrón musical es conocido con el término de antífona.

### Música pop
El fenómeno de llamada y respuesta se encuentra repetidamente en la música popular Occidental, debido a la influencia que han tenidos las contribuciones africanas en dicha música. Algunos ejemplos de esta influencia puede observarse en estilos musicales como los blues, el jazz, el rhythm & blues, rock and roll y rock.
No obstante, el patrón de llamada y respuesta cobra mayor importancia en estilos como el blues tradicional y el blues eléctrico, (La técnica de llamada y respuesta) en los cuales la forma musical más común de doce compases es la compuesta por la combinación "AA'B", siendo "AA'" la llamada (modificando ligeramente la segunda llamada) y "B" la respuesta. Tanto la llamada como la respuesta suelen ser versos musicales de escasa duración.
A continuación se ejemplifica el patrón de llamada y respuesta:
- Parte 1 ("A"): llamada de cuatro compases, compuesta por: 
  - Llamada de dos compases vocales (un compás de llamada y un compás de respuesta), junto con
  - Respuesta de dos compases instrumentales (un compás de llamada y un compás de respuesta)

- Parte 2 ("A'"): llamada de cuatro compases (con una ligera modificación en la segunda llamada), compuesta por:
  - Llamada de dos compases vocales (un compás de llamada y un compás de respuesta), junto con
  - Respuesta de dos compases instrumentales (un compás de llamada y un compás de respuesta)

- Parte 3 ("B"): respuesta de cuatro compases (repetidos), compuesta por: 
  - Llamada de dos compases vocales (un compás de llamada y un compás de respuesta), junto con
  - Respuesta de dos compases instrumentales, incluyendo turnaround (un compás de llamada y un compás de respuesta)

### Música clásica hindú
Como parte distintiva de la música clásica del norte de la India, este patrón musical es conocido como sawaal-javaab (llamada-respuesta), siendo fundamentalmente una técnica instrumental interpretada por dos artistas: uno de ellos interpreta un riff, de carácter melódico y rítmico, para dar paso al segundo artista, que responde o mejora la anterior interpretación.